# 21408 Лірагаас
21408 Лірагаас (21408 Lyrahaas) — астероїд головного поясу, відкритий 20 березня 1998 року.
Тіссеранів параметр щодо Юпітера — 3,601.